# Capra pyrenaica lusitanica
Dê núi Bồ Đào Nha (Danh pháp khoa học: Capra pyrenaica lusitanica) là một phân loài đã tuyệt chủng của loài Capra pyrenaica. Chúng là một phân loài của dê núi mà sinh sống ở các vùng miền núi phía bắc của Bồ Đào Nha, Galicia, Asturias, Tây Cantabria. 

## Đặc điểm
Kích thước và màu sắc của dê núi Bồ Đào Nha cũng phong phú như các loài động vật họ hàng ở Tây Ban Nha, mặc dù về tổng thể chúng thiên về màu nâu chứ không phải là những mảng màu đen kịt. Sừng của phân loài này là nổi bật khác biệt với bất kỳ các phân loài khác của bán đảo Iberia. Chúng chỉ có kích cỡ bằng một nửa chiều dài của sơn dương Pyrene (khoảng 51 cm hoặc 20 cm), nhưng lại có vòng thân gần như gấp đôi về chiều rộng, và, do đó, các phân loài này cho thấy sự gần gũi hơn với nhau về nguồn gốc của chúng.

## Tuyệt chủng
Cho đến năm 1800, các loại dê núi Bồ Đào Nha đã lan rộng trong phạm vi của nó, nhưng sau đó sự suy giảm của nó rất nhanh chóng như áp lực săn bắt gia tăng. Thợ săn địa phương đã không tôn trọng những mùa săn bắt đóng cửa và dê núi Bồ Đào Nha bắn khi các đàn gia súc đã chuyển xuống độ cao thấp hơn tháng năm. Người dân địa phương săn bắt nó để lấy thịt dê và cho đá Ngưu Hoàng trong bụng nó đã được coi như một loại thuốc mạnh và thuốc giải độc cho các chất độc của tất cả các loại. Các phần khác của chúng được sử dụng như da và các sừng cả hai như là đồ trang trí và như kèn sừng núi gọi trong các thung lũng hẹp của vùng núi Tây Bắc.
Đến năm 1870, phân loài dê núi này là một động vật quý hiếm. Đàn cuối cùng của khoảng một chục loài động vật được ghi nhận vào năm 1886. Một con cái đã bị bắt sống trong tháng 9 năm 1889, nhưng chỉ tồn tại trong ba ngày. Thêm hai con cái nữa đã được tìm thấy là trong tình trạng đã chết trong năm tới, nạn nhân của một vụ sạt lở Galician. những con dê núi Bồ Đào Nha cuối cùng được biết ở Tây Ban Nha đã lìa đời vào năm 1890, và sự trông thấy cuối cùng được biết là một con cái gần Lombade Pan trong Serra do Geres ở Bồ Đào Nha năm 1892.
Một số nhà khoa học đã chỉ ra các yếu tố khác hơn là sự can thiệp của con người mà có thể đã ảnh hưởng đến sự suy giảm của các loại dê núi Bồ Đào Nha. Cụ thể như sói xám và đại bàng vàng, bệnh tật lây lan từ đàn dê nhà và một số không cân xứng của con đực so với con cái có thể đã góp phần vào sự suy giảm dân số nhanh chóng. Nhưng điểm cuối cùng có thể được thảo luận, kể từ khi những con dê đực là mục tiêu nhiều khả năng cho thợ săn và những lần nhìn thấy ghi cuối cùng là tất cả các con cái.

## Tái lập
Một phân loài, các con dê núi Gredos (Capra pyrenaica victoriae) năm 1911, đã được du nhập trong lãnh thổ trưóc đây là thuộc về dê núi Bồ Đào Nha cho mục đích săn bắn, chẳng hạn như trong Riaño, tỉnh León. quần thể biệt lập của dê núi cũng tồn tại ở Galicia và El Bierzo. Khoảng một ít con dê cư trú tại Parque Natural Baixa Limia-Serra do Xurés ở biên giới Galician-Bồ Đào Nha vượt qua biên giới và thành lập ở gần đó thuộc Vườn quốc gia Bồ Đào Nha Peneda-Geres.
Như vậy, thực dân đã từng là các điểm cuối cùng nơi sinh sống của dê núi Bồ Đào Nha. Mười năm sau, đàn dê núi Bồ Đào Nha mới đã tăng lên khoảng 100 con. Một mẫu vật dê núi Bồ Đào Nha đã được trưng bày tại bảo tàng Museo Bocage ở Lisbon cho đến khi một đám cháy phá hủy nó trong năm 1978. Miêu tả của dê núi núi một trong các loài pyrenaica lusitanica, có thể được nhìn thấy trong nghệ thuật đá coa Valley ở Đông Bắc Bồ Đào Nha.